# Kawasaki T-4

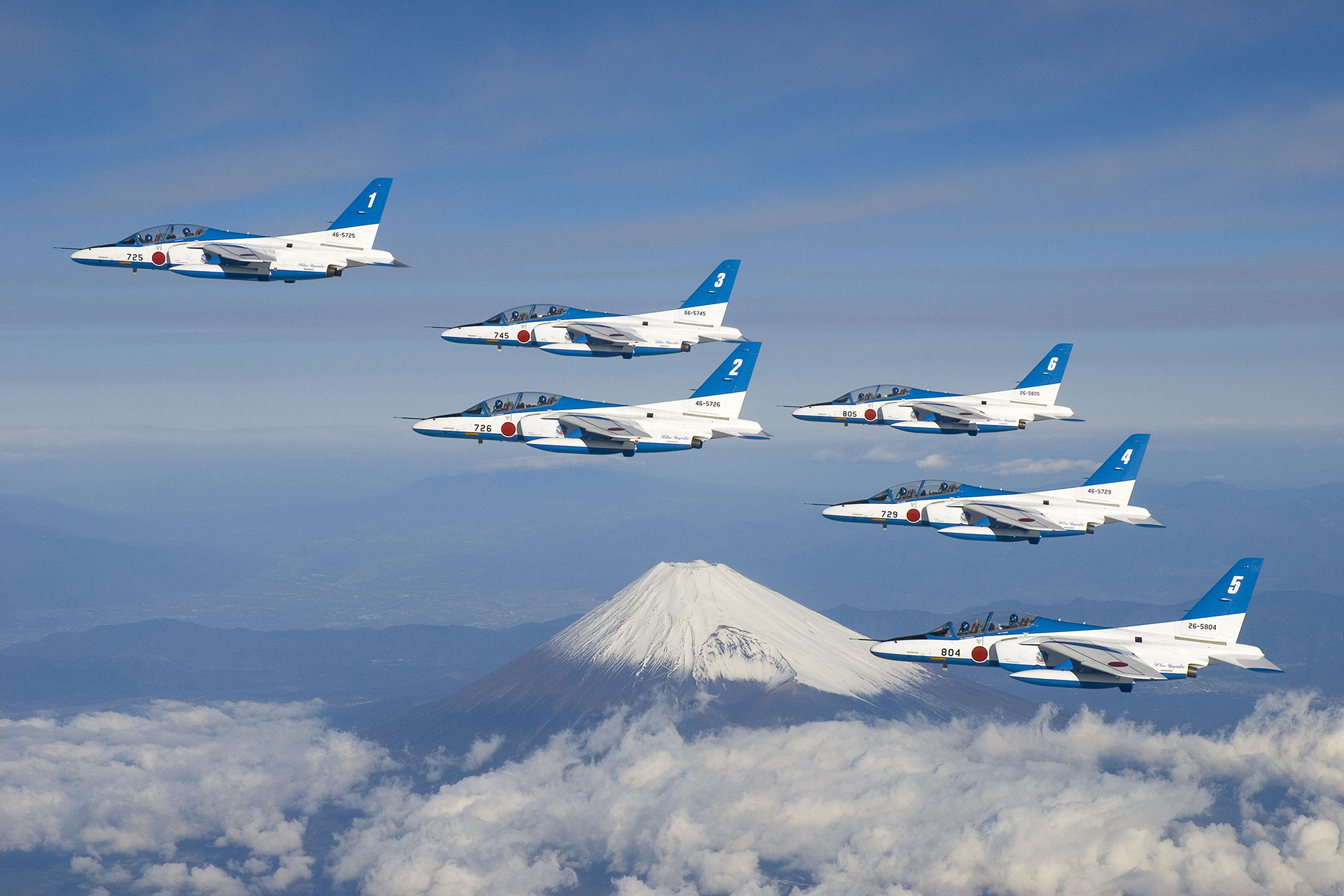
La pattuglia acrobatica Blue Impulse.

Il Kawasaki T-4 è un aereo da addestramento intermedio, progettato e costruito dall'azienda aeronautica giapponese Kawasaki Heavy Industries dagli anni ottanta.
È spinto da 2 turboventole Ishikawajima-Harima F3-IHI-30, ed è caratterizzato da un'ala alta, e l'abitacolo può ospitare 2 posti in tandem, con il posto dell'istruttore in posizione leggermente rialzata rispetto a quella dell'allievo/pilota.

## Storia del progetto
La Japan Defence Agency designò la Kawasaki, il 4 settembre 1981, come primo contraente per lo studio e lo sviluppo di un nuovo addestratore intermedio, in grado di sostituire gli anziani Lockheed T-33 Shooting Star del 1º Stormo di base a Hamamatsu e i Fuji T-1 del 13º Stormo di base a Ashiya, nei compiti di addestramento intermedio e collegamento tra le varie basi aeree. Inoltre era previsto, analogamente alla produzione mondiale dei pari ruolo dello stesso periodo, che se ne potesse ricavare facilmente una versione da attacco al suolo leggero da utilizzare per la cooperazione con l'esercito.

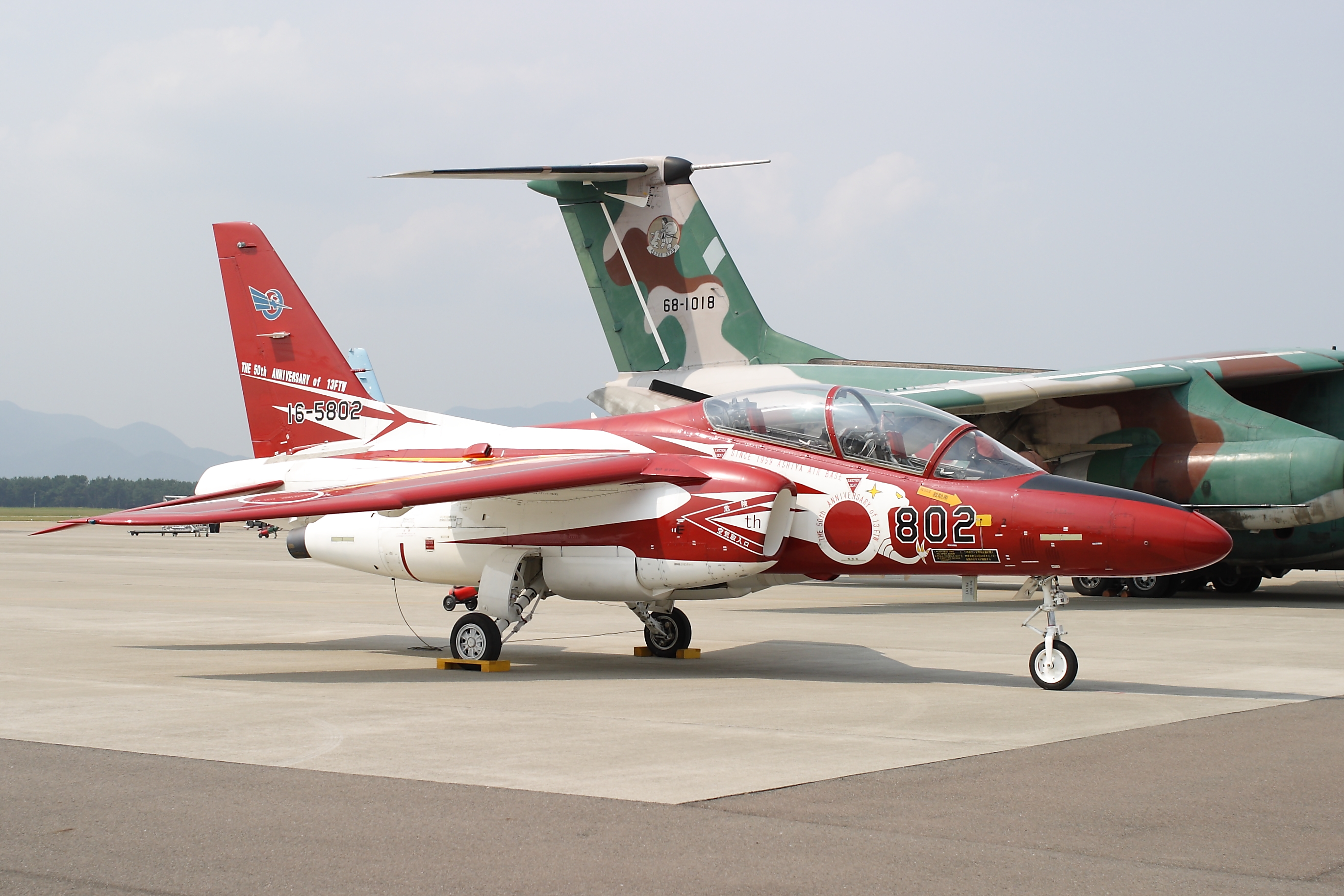
Un T-4 alla base aerea di Ashiya.

Il progetto della Kawasaki, denominato Ka-850 costituiva la "base" dell'intero programma del T-4, sebbene la Fuji e la Mitsubishi abbiano avuto ciascuna una quota del 30% nella progettazione e costruzione dell'aereo.
La Kawasaki progettò un velivolo a getto, somigliante vagamente al trainer franco-tedesco Dassault-Dornier Alpha Jet sia nell'aspetto che nelle prestazioni; il nuovo aereo nipponico fu designato T-4.

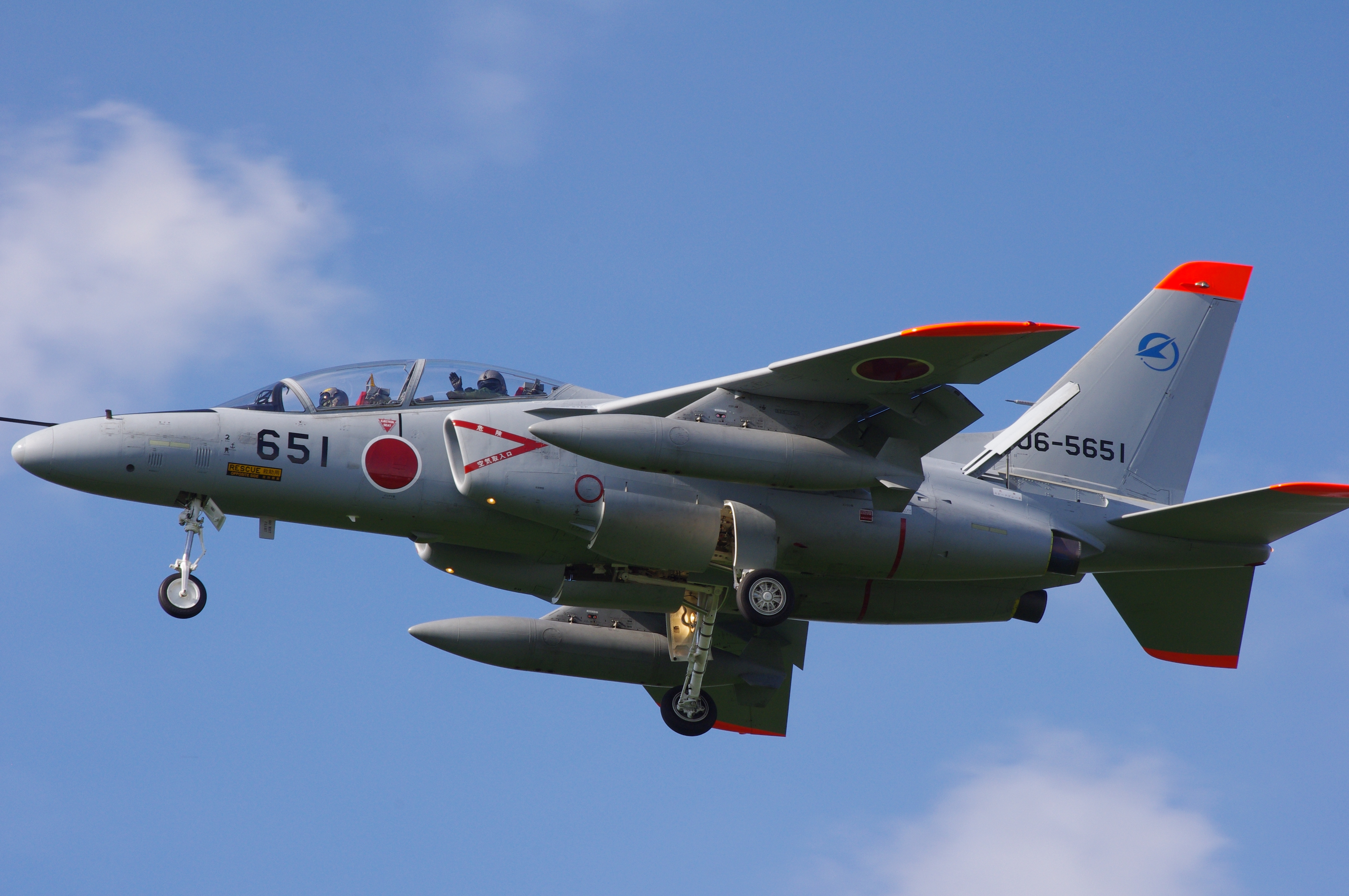
Kawasaki T-4 in volo con i due serbatoi aggiuntivi sotto le ali.

L'architettura del Kawasaki T-4 è caratterizzata da un'ala alta, 2 posti in tandem "a scalare" - il posto dell'istruttore è rialzato leggermente rispetto a quello dell'allievo/pilota, per ottenere una maggiore visibilità - e piani di coda leggermente rialzati.
Per quanto riguarda l'apparato motore, fu incaricata l'azienda Ishikawajima-Harima per lo sviluppo e la realizzazione di un nuovo motore, l'F3-IHI-30, una turboventola appositamente creata per il T-4.

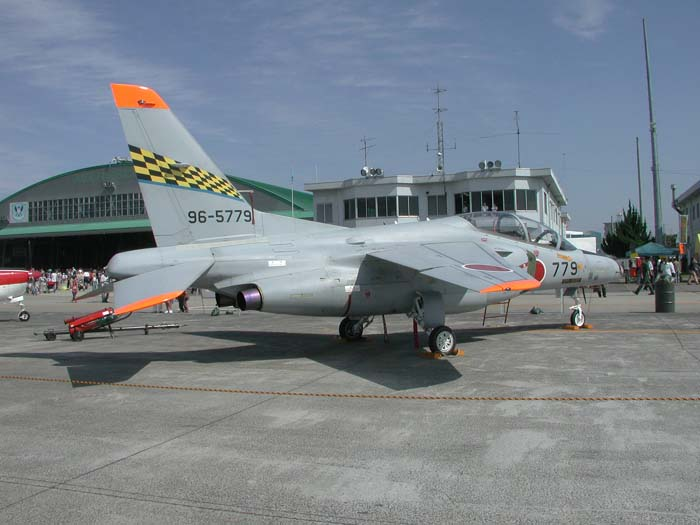
Vista posteriore del T-4.

Il prototipo (designato XT-4) volò per la prima volta il 29 luglio del 1985, e a esso seguirono altri 3 prototipi, con i quali iniziarono le varie fasi di collaudo sia in volo che a terra. Dopo 3 anni dalla data del primo volo tutte le prove di collaudo del nuovo velivolo terminarono, e nel settembre del 1988 iniziarono le consegne dei primi esemplari di serie ai reparti scuola e alle squadriglie di collegamento degli stormi operativi.

## Impiego operativo
Il T-4 è capace di trasportare un armamento leggero (900 kg), utilizzato nella fase dell'addestramento al tiro.
Le limitazioni imposte dalla legislazione, in osservazione dell'orientamento pacifista della Costituzione, non consenteno una facile esportazione del velivolo e l'unico utente del T-4 è quindi la Kōkū Jieitai (internazionalmente nota come Japan Air Self-Defense Force, ovvero la Forza aerea di autodifesa giapponese). Il programma iniziale prevedeva la costruzione di circa 220 esemplari, ma la produzione totale si è fermata a 212 esemplari (compresi 4 prototipi).

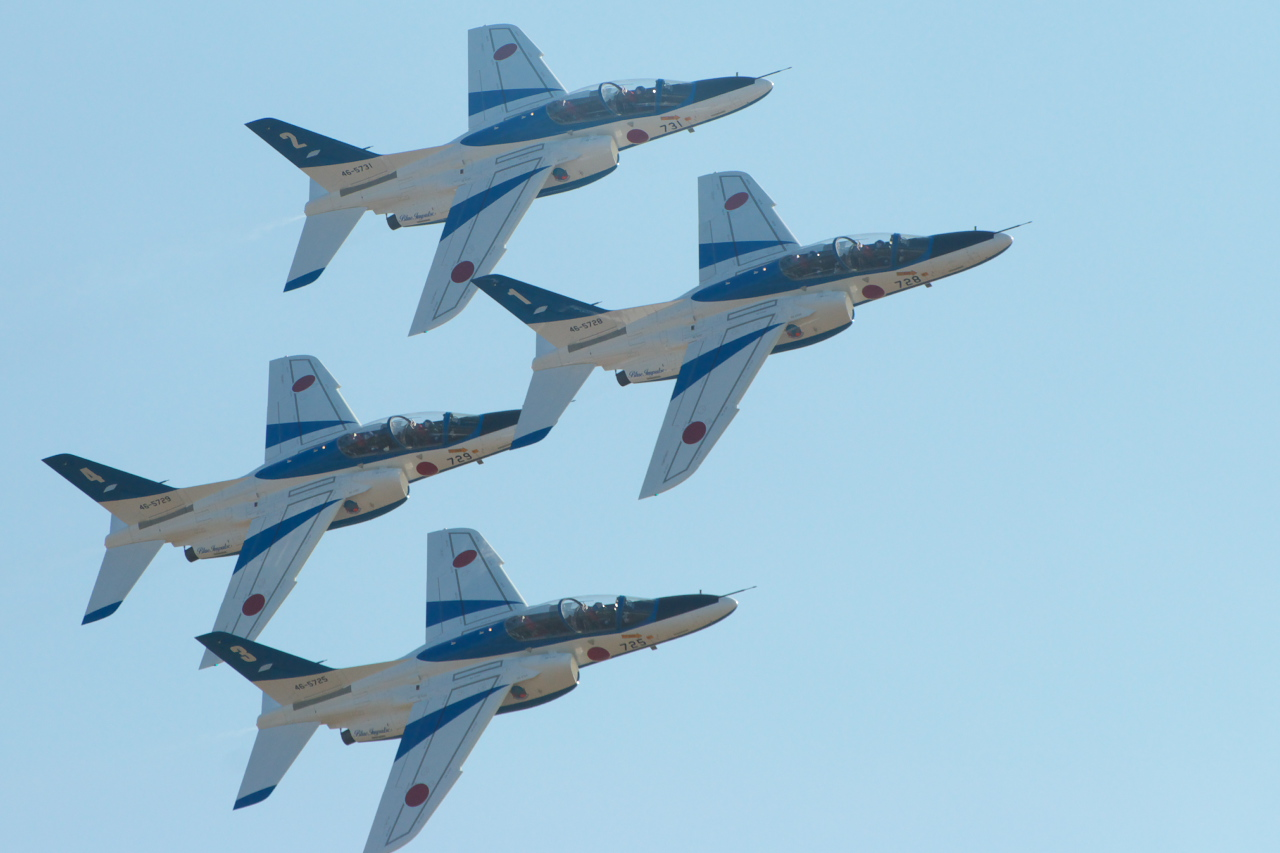
Kawasaki T-4 della pattuglia acrobatica Blue Impluse in formazione.

Il T-4 è operativo anche con il team Blue Impulse, la pattuglia acrobatica dell'aviazione militare giapponese.

## Utilizzatori
Giappone
- Kōkū Jieitai

208 T-4 entrati in servizio operativo a partire dal 1988. A questi aerei si aggiungono anche 4 prototipi che portano il numero complessivo di esemplari costruiti a 212. Nel novembre 2020 erano in servizio 200 velivoli.

## Cultura di massa
- In ambito videoludico, il T-4 compare nel simulatore di volo Aero Elite.

## Velivoli comparabili
Francia /  Germania
- Dassault-Dornier Alpha Jet

 Polonia
- PZL I-22 Iryda